# WWE Hall of Fame
La WWE Hall of Fame è un'istituzione del wrestling che comprende tutti quei lottatori o manager ricordati come i migliori della storia da parte della World Wrestling Federation/Entertainment. L'arca della gloria comprende anche personalità che hanno avuto carriere di spicco nella Extreme Championship Wrestling e nella World Championship Wrestling, entrambe federazioni acquisite dalla WWE nei primi anni duemila.
A partire dal 2004, la cerimonia di introduzione si svolge annualmente due giorni prima di WrestleMania, il pay-per-view più importante della WWE. L'edizione del 2020 fu posticipata all'anno successivo a causa della pandemia di COVID-19.

## Storia
La WWE Hall of Fame fu creata il 22 marzo 1993, due mesi dopo la morte del wrestler francese André the Giant; vennero introdotte altre personalità fino al 1996, ma dall'anno successivo non furono più tenute nuove edizioni.
Nel 2004 il proprietario della WWE, Vince McMahon, decise di ristabilire la cerimonia.
Nell'edizione 2020, rimandata all'anno successivo a causa della pandemia di Covid-19, avrebbe visto l'introduzione di Batista, ma essendo impossibilitato a causa di altri impegni a partecipare alla cerimonia la sua introduzione è stata rimandata.

## Criteri
I criteri con i quali vengono scelti i lottatori inseriti nella WWE Hall of Fame non sono mai stati resi pubblici. Sebbene essa, in teoria, dovrebbe comprendere le più importanti figure nella storia della WWE, alcune personalità non sono state introdotte a causa di cattivi rapporti con la federazione.

## Albo d'oro

### Singoli
| Anno | Wrestler                 | Vero nome                          | Introdotto da                            |
| ---- | ------------------------ | ---------------------------------- | ---------------------------------------- |
| 1993 | André the Giant          | André René Roussimoff              | Vince McMahon                            |
| 1994 | Arnold Skaaland          | Arnold Skaaland                    | Shane McMahon                            |
| 1994 | Bobo Brazil              | Houston Harris                     | Ernie Ladd                               |
| 1994 | Buddy Rogers             | Herman Gustav Rohde Jr.            | Bret Hart                                |
| 1994 | Jay Strongbow            | Luke Joseph Scarpa                 | Gorilla Monsoon                          |
| 1994 | Freddie Blassie          | Frederick Kenneth Blassmann        | Regis Philbin                            |
| 1994 | Gorilla Monsoon          | Robert Marella                     | Killer Kowalski                          |
| 1994 | James Dudley             | James Dudley                       | Vince McMahon                            |
| 1995 | Antonino Rocca           | Antonino Biasetton                 | Miguel Pérez                             |
| 1995 | Ernie Ladd               | Ernest Ladd                        | Bill Watts                               |
| 1995 | George Steele            | William James Myers                | Pat Myers                                |
| 1995 | Ivan Putski              | Józef Bednarski                    | Scott Putski                             |
| 1995 | Fabulous Moolah          | Mary Ellison                       | Alundra Blayze                           |
| 1995 | The Grand Wizard         | Ernie Roth                         | Lou Albano                               |
| 1995 | Pedro Morales            | Pedro Morales                      | Gorilla Monsoon                          |
| 1996 | Mikel Scicluna           | Mikel Scicluna                     | Gorilla Monsoon                          |
| 1996 | "Captain" Lou Albano     | Louis Vincent Albano               | Joe Franklin                             |
| 1996 | Jimmy Snuka              | James Reiher                       | Don Muraco                               |
| 1996 | Johnny Rodz              | John Rodriguez                     | Arnold Skaaland                          |
| 1996 | Killer Kowalski          | Walter Kowalski                    | Triple H                                 |
| 1996 | Pat Patterson            | Pierre Clermont                    | Bret Hart                                |
| 1996 | Vince McMahon Sr.        | Vincent J. McMahon                 | Shane McMahon                            |
| 2004 | Big John Studd           | John Minton                        | Big Show                                 |
| 2004 | Don Muraco               | Donald Muraco                      | Mick Foley                               |
| 2004 | Greg Valentine           | Johnathan Winiski Jr.              | Jimmy Hart                               |
| 2004 | Harley Race              | Harley Leland Race                 | Ric Flair                                |
| 2004 | Jesse Ventura            | James Janos                        | Tyrel Janos                              |
| 2004 | Junkyard Dog             | Sylvester Ritter                   | Ernie Ladd                               |
| 2004 | Sgt. Slaughter           | Robert Remus                       | Pat Patterson                            |
| 2004 | Billy Graham             | Eldridge Wayne Coleman             | Triple H                                 |
| 2004 | Tito Santana             | Merced Solis                       | Shawn Michaels                           |
| 2004 | Bobby Heenan             | Raymond Heenan                     | Blackjack Lanza                          |
| 2005 | Hulk Hogan               | Terrence Bollea                    | Sylvester Stallone                       |
| 2005 | Roddy Piper              | Roderick Toombs                    | Ric Flair                                |
| 2005 | Jimmy Hart               | Jimmy Hart                         | Jerry Lawler                             |
| 2005 | Paul Orndorff            | Paul Orndorff                      | Bobby Heenan                             |
| 2005 | Nikolai Volkoff          | Josip Peruzović                    | Jim Ross                                 |
| 2005 | The Iron Sheik           | Khosrow Vaziri                     | Sgt. Slaughter                           |
| 2005 | Bob Orton                | Robert Orton Jr.                   | Randy Orton                              |
| 2006 | Bret Hart                | Bret Hart                          | Steve Austin                             |
| 2006 | Eddie Guerrero           | Eduardo Gory Guerrero              | Chavo Guerrero Rey Mysterio Chris Benoit |
| 2006 | Gene Okerlund            | Gene Okerlund                      | Hulk Hogan                               |
| 2006 | Sensational Sherri       | Sherri Martel                      | Ted DiBiase                              |
| 2006 | Tony Atlas               | Anthony White                      | S.D. Jones                               |
| 2006 | Verne Gagne              | Laverne Clarence Gagne             | Greg Gagne                               |
| 2007 | Dusty Rhodes             | Virgil Runnels, Jr.                | Goldust Cody Rhodes                      |
| 2007 | Jerry Lawler             | Jerry Lawler                       | William Shatner                          |
| 2007 | Jim Ross                 | Jim Ross                           | Steve Austin                             |
| 2007 | Mr. Perfect              | Curtis Hennig                      | Wade Boggs                               |
| 2007 | Mr. Fuji                 | Harry Fujiwara                     | Don Muraco                               |
| 2007 | Nick Bockwinkel          | Nicholas Warren Francis Bockwinkel | Bobby Heenan                             |
| 2007 | The Sheik                | Edward George Farhat               | Sabu Rob Van Dam                         |
| 2008 | Ric Flair                | Richard Fliehr                     | Triple H                                 |
| 2008 | Eddie Graham             | Edward F. Gossett                  | Dusty Rhodes                             |
| 2008 | Gordon Solie             | Jonard Pierre Sjoblom              | Jim Ross                                 |
| 2008 | Mae Young                | Mae Young                          | Pat Patterson                            |
| 2008 | Peter Maivia             | Fanene Leifi Pita Maivia           | The Rock                                 |
| 2008 | Rocky Johnson            | Rocky Johnson                      | The Rock                                 |
| 2009 | Steve Austin             | Steve Austin                       | Vince McMahon                            |
| 2009 | Bill Watts               | William F. Watts Jr.               | Jim Ross                                 |
| 2009 | Howard Finkel            | Howard Finkel                      | Gene Okerlund                            |
| 2009 | Koko B. Ware             | James Ware                         | Jim Ross                                 |
| 2009 | Ricky Steamboat          | Richard Blood                      | Ric Flair                                |
| 2010 | Ted DiBiase              | Ted DiBiase                        | Ted DiBiase Jr.                          |
| 2010 | Antonio Inoki            | Kanji Inoki                        | Stan Hansen                              |
| 2010 | Gorgeous George          | George Raymond Wagner              | Dick Beyer                               |
| 2010 | Mad Dog Vachon           | Maurice Vachon                     | Pat Patterson                            |
| 2010 | Stu Hart                 | Stewart Edward Hart                | Bret Hart                                |
| 2010 | Wendi Richter            | Wendi Richter                      | Roddy Piper                              |
| 2011 | Shawn Michaels           | Michael Hickenbottom               | Triple H                                 |
| 2011 | Abdullah the Butcher     | Lawrence Robert Shreve             | Terry Funk                               |
| 2011 | Bob Armstrong            | Joseph Melton James                | Brad Armstrong                           |
| 2011 | Jim Duggan               | Jim Duggan                         | Ted DiBiase Sr.                          |
| 2011 | Sunny                    | Tamara Lynn Sytch                  | Divas WWE                                |
| 2012 | Edge                     | Adam Copeland                      | Christian                                |
| 2012 | Mil Máscaras             | Aaron Arellano                     | Alberto Del Rio                          |
| 2012 | Ron Simmons              | Ron Simmon                         | John Bradshaw Layfield                   |
| 2012 | Yokozuna                 | Rodney Anoaʻi                      | The Usos                                 |
| 2013 | Bruno Sammartino         | Bruno Sammartino                   | Arnold Schwarzenegger                    |
| 2013 | Bob Backlund             | Robert Lee Backlund                | Maria Menounos                           |
| 2013 | Booker T                 | Booker Tio Huffman                 | Stevie Ray                               |
| 2013 | Mick Foley               | Mick Foley                         | Terry Funk                               |
| 2013 | Trish Stratus            | Patricia Stratigeas                | Stephanie McMahon                        |
| 2014 | The Ultimate Warrior     | James Hellwig                      | Linda McMahon                            |
| 2014 | Carlos Colón             | Carlos Edwin Colón, Sr.            | The Colóns                               |
| 2014 | Jake Roberts             | Aurelian Smith Jr.                 | Diamond Dallas Page                      |
| 2014 | Lita                     | Amy Dumas                          | Trish Stratus                            |
| 2014 | Paul Bearer              | William Alvin Moody                | Kane                                     |
| 2014 | Razor Ramon              | Scott Hall                         | Kevin Nash                               |
| 2015 | Randy Savage             | Randall Mario Poffo                | Hulk Hogan                               |
| 2015 | Alundra Blayze           | Debra Miceli                       | Natalya                                  |
| 2015 | Kevin Nash               | Kevin Scott Nash                   | The Kliq                                 |
| 2015 | Larry Zbyszko            | Lawrence Whistler                  | Bruno Sammartino                         |
| 2015 | Rikishi                  | Solofa Fatu                        | The Usos                                 |
| 2015 | Tatsumi Fujinami         | Tatsumi Fujinami                   | Ric Flair                                |
| 2016 | Big Boss Man             | Ray Traylor                        | Slick                                    |
| 2016 | The Godfather            | Charles Wright                     | The Acolytes                             |
| 2016 | Jacqueline               | Jacqueline Moore                   | The Dudley Boyz                          |
| 2016 | Stan Hansen              | John Stanley Hansen Jr.            | Vader                                    |
| 2016 | Sting                    | Steven James Borden                | Ric Flair                                |
| 2017 | Kurt Angle               | Kurt Steven Angle                  | John Cena                                |
| 2017 | Beth Phoenix             | Elizabeth Carolan                  | Natalya                                  |
| 2017 | Diamond Dallas Page      | Page Joseph Falkinburg             | Eric Bischoff                            |
| 2017 | Rick Rude                | Richard Erwin Rood                 | Ricky Steamboat                          |
| 2017 | Theodore Long            | Theodore Robert Long               | The Acolytes                             |
| 2018 | Goldberg                 | William Scott Goldberg             | Paul Heyman                              |
| 2018 | Hillbilly Jim            | James Morris                       | Jimmy Hart                               |
| 2018 | Ivory                    | Lisa Mary Moretti                  | Molly Holly                              |
| 2018 | Jeff Jarrett             | Jeffrey Leonard Jarrett            | Road Dogg                                |
| 2018 | Mark Henry               | Mark Jerrold Henry                 | Big Show                                 |
| 2019 | Brutus Beefcake          | Edward Harrison Leslie             | Hulk Hogan                               |
| 2019 | The Honky Tonk Man       | Roy Wayne Farris                   | Jimmy Hart                               |
| 2019 | Torrie Wilson            | Torrie Anne Wilson                 | Stacy Keibler                            |
| 2020 | The British Bulldog      | Davey Boy Smith                    | —                                        |
| 2020 | John "Bradshaw" Layfield | John Charles Layfield              | —                                        |
| 2020 | Jushin Thunder Liger     | Keiichi Yamada                     | —                                        |
| 2021 | Molly Holly              | Nora Kristina Greenwald            | —                                        |
| 2021 | Eric Bischoff            | Eric Aaron Bischoff                | —                                        |
| 2021 | Kane                     | Glenn Thomas Jacobs                | —                                        |
| 2021 | The Great Khali          | Dalip Singh Rana                   | —                                        |
| 2021 | Rob Van Dam              | Robert Szatkowski                  | —                                        |
| 2022 | The Undertaker           | Mark Calaway                       | Vince McMahon                            |
| 2022 | Vader                    | Leon White                         | Jake Carter                              |
| 2022 | Queen Sharmell           | Sharmell Sullivan                  | Booker T                                 |
| 2023 | Rey Mysterio             | Óscar Gutiérrez                    | Konnan                                   |
| 2023 | The Great Muta           | Keiji Muto                         | Ric Flair                                |
| 2023 | Stacy Keibler            | Stacy Marie Keibler                | Mick Foley Torrie Wilson                 |
| 2024 | Paul Heyman              | Paul Heyman                        | Roman Reigns                             |
| 2024 | Bull Nakano              | Keiko Nakano                       | Alundra Blayze                           |
| 2024 | Thunderbolt Patterson    | Claude Patterson                   | New Day                                  |
| 2024 | Lia Maivia               | Ofelia Maivia                      | The Rock                                 |
| 2025 | Triple H                 | Paul Michael Levesque              | Shawn Michaels The Undertaker            |
| 2025 | Michelle McCool          | Michelle Leigh McCool              | The Undertaker                           |
| 2025 | Lex Luger                | Lawrence Wendell Pfohl             | Diamond Dallas Page                      |

### Tag team e stable
| Anno | Tag team o stable         | Componenti                                                                                     | Introdotti da               |
| ---- | ------------------------- | ---------------------------------------------------------------------------------------------- | --------------------------- |
| 1996 | The Valiant Brothers      | Jimmy Valiant Johnny Valiant                                                                   | Davey Boy Smith             |
| 2006 | The Blackjacks            | Blackjack Mulligan Blackjack Lanza                                                             | Bobby Heenan                |
| 2007 | The Wild Samoans          | Afa Sika                                                                                       | Rosey                       |
| 2008 | The Brisco Brothers       | Gerald Brisco Jack Brisco                                                                      | John Bradshaw Layfield      |
| 2009 | The Funk Brothers         | Terry Funk Dory Funk Jr.                                                                       | Dusty Rhodes                |
| 2009 | The Von Erich Brothers    | Chris Von Erich David Von Erich Fritz Von Erich Kerry Von Erich Kevin Von Erich Mike Von Erich | Michael Hayes               |
| 2011 | The Road Warriors         | Animal Hawk Paul Ellering                                                                      | Dusty Rhodes                |
| 2012 | The Four Horsemen         | Arn Anderson Barry Windham James Dillon Ric Flair Tully Blanchard                              | Dusty Rhodes                |
| 2015 | The Bushwhakers           | Butch Miller Luke Williams                                                                     | John Laurinaitis            |
| 2016 | The Fabulous Freebirds    | Buddy Roberts Jimmy Garvin Michael Hayes Terry Gordy                                           | The New Day                 |
| 2017 | The Rock 'n' Roll Express | Ricky Morton Robert Gibson                                                                     | Jim Cornette                |
| 2018 | The Dudley Boyz           | Bubba Ray Dudley D-Von Dudley                                                                  | Edge e Christian            |
| 2019 | D-Generation X            | Billy Gunn Chyna Road Dogg Shawn Michaels Triple H X-Pac                                       | —                           |
| 2019 | Harlem Heat               | Booker T Stevie Ray                                                                            | —                           |
| 2019 | The Hart Foundation       | Bret Hart Jim Neidhart                                                                         | Natalya                     |
| 2020 | The Bella Twins           | Brie Bella Nikki Bella                                                                         | —                           |
| 2020 | New World Order           | Hulk Hogan Kevin Nash Scott Hall X-Pac                                                         | —                           |
| 2022 | The Steiner Brothers      | Rick Steiner Scott Steiner                                                                     | Bron Breakker               |
| 2024 | The U.S. Express          | Barry Windham Mike Rotunda                                                                     | Taylor Rotunda Mika Rotunda |
| 2025 | The Natural Disasters     | Earthquake e Typhoon                                                                           | —                           |

## Immortal Moment
| Anno | Match                                        |
| ---- | -------------------------------------------- |
| 2025 | Steve Austin vs. Bret Hart a WrestleMania 13 |

## Celebrità
| Anno | Celebrità             | Introdotto da           |
| ---- | --------------------- | ----------------------- |
| 2004 | Pete Rose             | Kane                    |
| 2006 | William Perry         | John Cena               |
| 2010 | Bob Uecker            | Dick Ebersol            |
| 2011 | Drew Carey            | Kane                    |
| 2012 | Mike Tyson            | The D-Generation X      |
| 2013 | Donald Trump          | Vince McMahon           |
| 2014 | Mr. T                 | Gene Okerlund           |
| 2015 | Arnold Schwarzenegger | Triple H                |
| 2016 | Snoop Dogg            | John Cena               |
| 2018 | Kid Rock              | Triple H                |
| 2020 | William Shatner       | —                       |
| 2021 | Ozzy Osbourne         | —                       |
| 2023 | Andy Kaufman          | Jerry Lawler Jimmy Hart |
| 2024 | Muhammad Ali          | The Undertaker          |

## Introduzioni d'onore

### Legacy
A partire dall'edizione del 2016, la WWE ha deciso di premiare anche i più importanti lottatori della prima metà del XX secolo per via del loro lascito all'eredità del wrestling, nonostante non abbiano mai militato in federazioni con contratti televisivi nazionali.
| Anno | Lottatore                  | Nome reale                | Introdotto da       |
| ---- | -------------------------- | ------------------------- | ------------------- |
| 2016 | Mildred Burke              | Mildred Bliss             | Video preregistrato |
| 2016 | Frank Gotch                | Frank Gotch               | Video preregistrato |
| 2016 | Georg Hackenschmidt        | Georg Hackenschmidt       | Video preregistrato |
| 2016 | Ed Lewis                   | Robert Friedrich          | Video preregistrato |
| 2016 | Pat O'Connor               | Pat O'Connor              | Video preregistrato |
| 2016 | Lou Thesz                  | Lajos Tiza                | Video preregistrato |
| 2016 | Art Thomas                 | Arthur Thomas             | Video preregistrato |
| 2017 | Luther Lindsay             | Luther Goodall            | Video preregistrato |
| 2017 | Rikidōzan                  | Mitsuhiro Momota          | Video preregistrato |
| 2017 | Martin Burns               | Martin Burns              | Video preregistrato |
| 2017 | Toots Mondt                | Joseph Mondt              | Video preregistrato |
| 2017 | June Byers                 | DeAlva Sibley             | Video preregistrato |
| 2017 | Judy Grable                | Nellya Baughman           | Video preregistrato |
| 2017 | Jerry Graham               | Jerry Matthews            | Video preregistrato |
| 2017 | Haystacks Calhoun          | William Calhoun           | Video preregistrato |
| 2017 | Bearcat Wright             | Edward Wright             | Video preregistrato |
| 2018 | Stan Stasiak               | George Stipich            | Video preregistrato |
| 2018 | Lord Alfred Hayes          | Alfred George James Hayes | Video preregistrato |
| 2018 | Dara Singh                 | Dara Singh                | Video preregistrato |
| 2018 | Cora Combs                 | Beulah Mae Combs          | Video preregistrato |
| 2018 | El Santo                   | Rodolfo Guzmán Huerta     | Video preregistrato |
| 2018 | Jim Londos                 | Christos Theofilou        | Video preregistrato |
| 2018 | Rufus R. Jones             | Carey L. Lloyd            | Video preregistrato |
| 2018 | Sputnik Monroe             | Roscoe Monroe Brumbaugh   | Video preregistrato |
| 2018 | Boris Malenko              | Lawrence J. Simon         | Video preregistrato |
| 2018 | Hiro Matsuda               | Yasuhiro Kojima           | Video preregistrato |
| 2019 | Bruiser Brody              | Frank Donald Goodish      | Video preregistrato |
| 2019 | Wahoo McDaniel             | Edward McDaniel           | Video preregistrato |
| 2019 | Luna Vachon                | Gertrude Elizabeth Vachon | Video preregistrato |
| 2019 | S.D. Jones                 | Conrad Efraim             | Video preregistrato |
| 2019 | Professor Toru Tanaka      | Charles Kalani Jr.        | Video preregistrato |
| 2019 | Primo Carnera              | Primo Carnera             | Video preregistrato |
| 2019 | Joseph Cohen               | Joseph Cohen              | Video preregistrato |
| 2019 | Hisashi Shinma             | Hisashi Shinma            | Video preregistrato |
| 2019 | Buddy Rose                 | Paul R. Perschmann        | Video preregistrato |
| 2019 | Jim Barnett                | James Edward Barnett      | Video preregistrato |
| 2020 | Ray Stevens                | Carl Ray Stevens          | Video preregistrato |
| 2020 | Brickhouse Brown           | Frederick Seawright       | Video preregistrato |
| 2020 | "Dr. Death" Steve Williams | Steven Williams           | Video preregistrato |
| 2020 | Michele Leone              | Michele Leone             | Video preregistrato |
| 2020 | Gary Hart                  | Gary Richard Williams     | Video preregistrato |
| 2021 | Dick the Bruiser           | William Afflis            | Video preregistrato |
| 2021 | Pez Whatley                | Pezavan Whatley           | Video preregistrato |
| 2021 | Buzz Sawyer                | Bruce Woyan               | Video preregistrato |
| 2021 | Ethel Johnson              | Ethel Hairston            | Video preregistrato |
| 2021 | Paul Boesch                | Paul Boesch               | Video preregistrato |
| 2025 | Kamala                     | Kamala                    | Video preregistrato |
| 2025 | Dory Funk                  | Dory Funk Sr.             | Video preregistrato |
| 2025 | Ivan Koloff                | Ivan Koloff               | Video preregistrato |

### Warrior Award

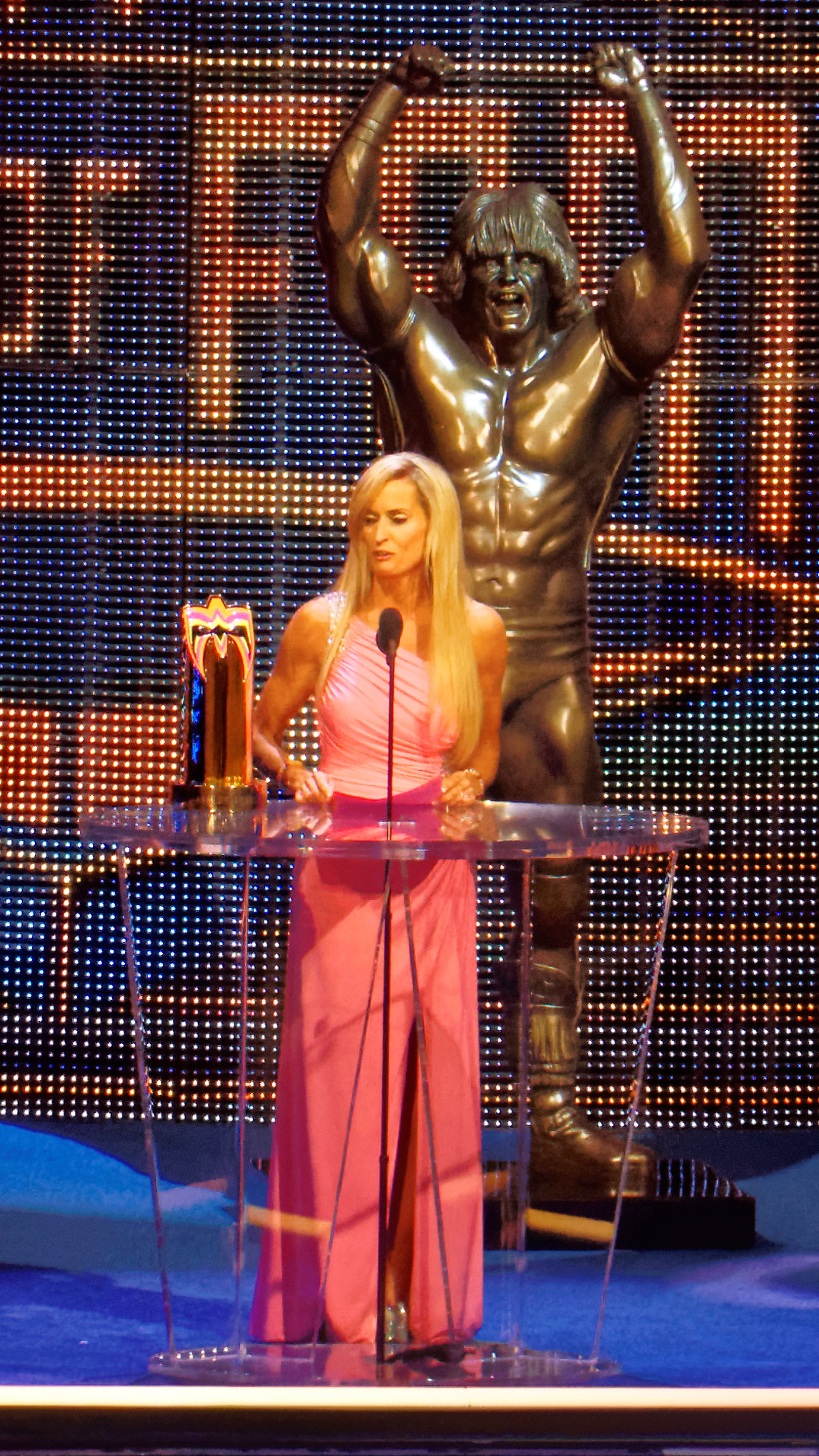
Dana Warrior con il Warrior Award

A partire dall'edizione del 2015, la WWE ha deciso di premiare anche personalità non affiliate al mondo del wrestling ma che "hanno dimostrato una forza incrollabile e perseveranza e che vivono la vita con il coraggio e la compassione che incarna lo spirito indomito di Ultimate Warrior". L'ambasciatrice del premio è la vedova di Ultimate Warrior, Dana.
| Anno | Nome                   | Introdotto da                        |
| ---- | ---------------------- | ------------------------------------ |
| 2015 | Connor Michalek        | Dana Warrior Daniel Bryan            |
| 2016 | Joan Lunden            | Dana Warrior                         |
| 2017 | Eric LeGrand           | Dana Warrior                         |
| 2018 | Jarrius "JJ" Robertson | Dana Warrior                         |
| 2019 | Sue Aitchison          | Dana Warrior John Cena               |
| 2020 | Titus O'Neil           | —                                    |
| 2021 | Rich Hering            | —                                    |
| 2022 | Shad Gaspard           | Dana Warrior                         |
| 2023 | Tim White              | John "Bradshaw" Layfield Ron Simmons |